# 单相异步电动机
单相异步电动机是使用单相电源供電的异步电动机，是将电能转化为机械能的装置，通常容量都较小，使用方便，广泛应用于工农业及生活电器等领域。典型应用如：洗衣机、电风扇、冰箱、空调、水泵、鼓风机、榨汁机、豆浆机等。
结构方面，普通的单相感应电动机与三相笼型电动机类似，除了定子绕组排列不同。单相绕组产生两个相等的正向和反向旋转磁势波，由于他们是对称的，当电机静止时，它会产生两个大小相等方向正好相反的转矩，这两个转矩相互抵消使马达本身没有合成起动转矩，此时如果采用辅助手段使电机起动起来后，将会产生一个沿着起动方向的合成转矩（此转矩非零），从而使电机持续地运转下去。单相异步电动机通常使用双旋转磁场理论来分析。
单相异步电动机主要分为以下几类：
- 电阻起动单相异步电动机
- 电容起动单相异步电动机
- 电容运转单相异步电动机
- 双值电容单相异步电动机
- 罩极单相异步电动机（英语：Shaded-pole motor）

### 电阻起动单相异步电动机
电阻起动单相异步电动机的定子有两套绕组，一套是主绕组也叫运行绕组，另一套是副绕组，也叫起动绕组。它们一般在空间上相差{\displaystyle 90^{\circ }}电角度。副绕组通过一个起动开关和主绕组并聯到单相电源上。当转子转速上升到同步速的{\displaystyle 75\%-80\%}时（此处视具体应用，数值可能会不同），通过起动开关将副绕组切离电源，由主绕组单独工作。常用的起动开关,装在电机轴上，当转速达到同步速的{\displaystyle 75\%-80\%}时，依靠离心块的离心力，克服弹簧的拉力或压力，使动触头与静触头脱离接触，切断副绕组电路。另一种是起动继电器，常用的有电流型起动继电器。它的线圈串联在主绕组中，起动时主绕的起动电流较大，使继电器动作，电机的副绕组通过触头接到电源上。随着转速升高，主绕组中的电流减小，减小到一定程度时（视具体应用而定），继电器复位，副绕组的触头断开，脱离电源。
为使副绕组电阻与电抗值比值较高，使副绕组中的起动电流在相位上超前于主绕组的起动电流，通常采用如下措施：
- 用较细的铜线，以增大电阻
- 部分线圈反绕，以增大电阻减小电抗
- 用电阻率较高的铝线
- 串联一个外加电阻

### 电容起动单相异步电动机
电容起动单相异步电动机的副绕组与起动电容器串联经启动开关与主绕组并接到单相电源上。副绕组回路呈電容性，而主绕回路成電感性,因此启动时副绕组的起动电流较主绕组的起动电流超前一个较大的角度。若电容器容量选择适当，可使副绕组电流刚好超前主绕组电流90度电角度，从而可得到比电阻起动单相异步电动机更大的起动转矩，同时起动电流较小（与同容量电阻起动单相异步电动机相比而言）。
由于起动电容器只在启动时使用，且通电时间不长，而一般要求电容量较大，故常选用电解电容器。

### 电容运转单相异步电动机
电容运转单相异步电动机不仅在起动时，在运转时也是一个两相电机。所以在运行时气隙（air gap）中可以产生较强的旋转磁场，提高了他的运行性能，因而，它的功率因素、效率、过载能力都比电阻起动及和电容起动的电动机要好。由于副绕组需长期运行，故副绕组的电流密度应与主绕组的电流密度接近，且和副绕组串联的电容应选耐压较高的聚丙烯电容器。电容运转单相异步电动机的起动性能不如电容起动单相异步电动机，与其相比，它的起动转矩低，起动电流也大。

### 双值电容单相异步电动机
双值电容单相异步电动机的副绕组与两个并联的电容器串联后与主绕组并接单相电源。当电机转速达到同步速的{\displaystyle 75\%-80\%}时，通过起动开关将起动电容器切离电源，而工作电容与副绕组继续参与运行。
其优点是：
- 运行及起动性能都较好
- 电机噪音较小

其缺点是：
- 因有两个电容和一个起动开关使其成本较高

### 罩极单相异步电动机
罩极单相异步电动机的结构分为隐极式和凸极式两种，其原理完全相同。隐极式具有分布绕组（Distributed winding）。凸极式每个极上具有集中绕组（Concentrated winding），极面约{\displaystyle {\frac {1}{3}}}处开有小槽。槽中放有短路环（short-circuit ring）。短路环把部分磁极罩了起来，故称为罩极电机。罩极电机产生的起动转矩较小，只能使用在轻载起动的场合，即启动转矩小于额定转矩0.5倍的情况下。当因其结构简单，制造方便，常用在小型风扇，电唱机等起动转矩较小的场合。

## 外部連結
- 新竹市天主教磐石高級中學 單相感應電動機 （页面存档备份，存于）